# 애니멀 프렌즈
"애니멀 프렌즈"(영어: Animal Friends)는 2025년 개봉 예정인 미국의 로드 액션 코미디 실사/애니메이션 영화로, 피터 아텐시오가 감독을 맡았다.